# Amata interrupta
Amata interrupta är en fjärilsart som beskrevs av Alfred Ernest Wileman 1910. Amata interrupta ingår i släktet Amata och familjen björnspinnare. Inga underarter finns listade i Catalogue of Life.